# Гранитово (област Ямбол)
 За другото българско село вижте Гранитово (Област Видин).  
Гранѝтово е село в Югоизточна България. То се намира в община Елхово, област Ямбол.

## География
Гранитово е на 9 km от общинския център Елхово и на 48 km от областния център Ямбол. Край селото има открит рудник за добив на гранитен камък, откъдето идва и новото име на селището. В землището на селото има изключително качествени лозови масиви сорт „Алжирка“.

## История
Село Гранитово възниква преди 650 години. Основател е дядо Гаджо, като селото носи неговото име (Гаджилово) до 1944 г. По-старо име – Вериги.

## Забележителности
В селото има два храма:
- Православна черква  „Свети Архангел Михайл“, част от Сливенска епархия на Българската православна църква-Българска патриаршия

- Католическа черква „Света Тереза на Младенеца Исус“ - част от източнокатолическата (униатска) църква в България. Храмът е недействащ.

## Личности
- Велика Коларова – българска актриса

## Галерия
- На влизане в Гранитово
- Околностите на Гранитово